# Psittacula derbiana

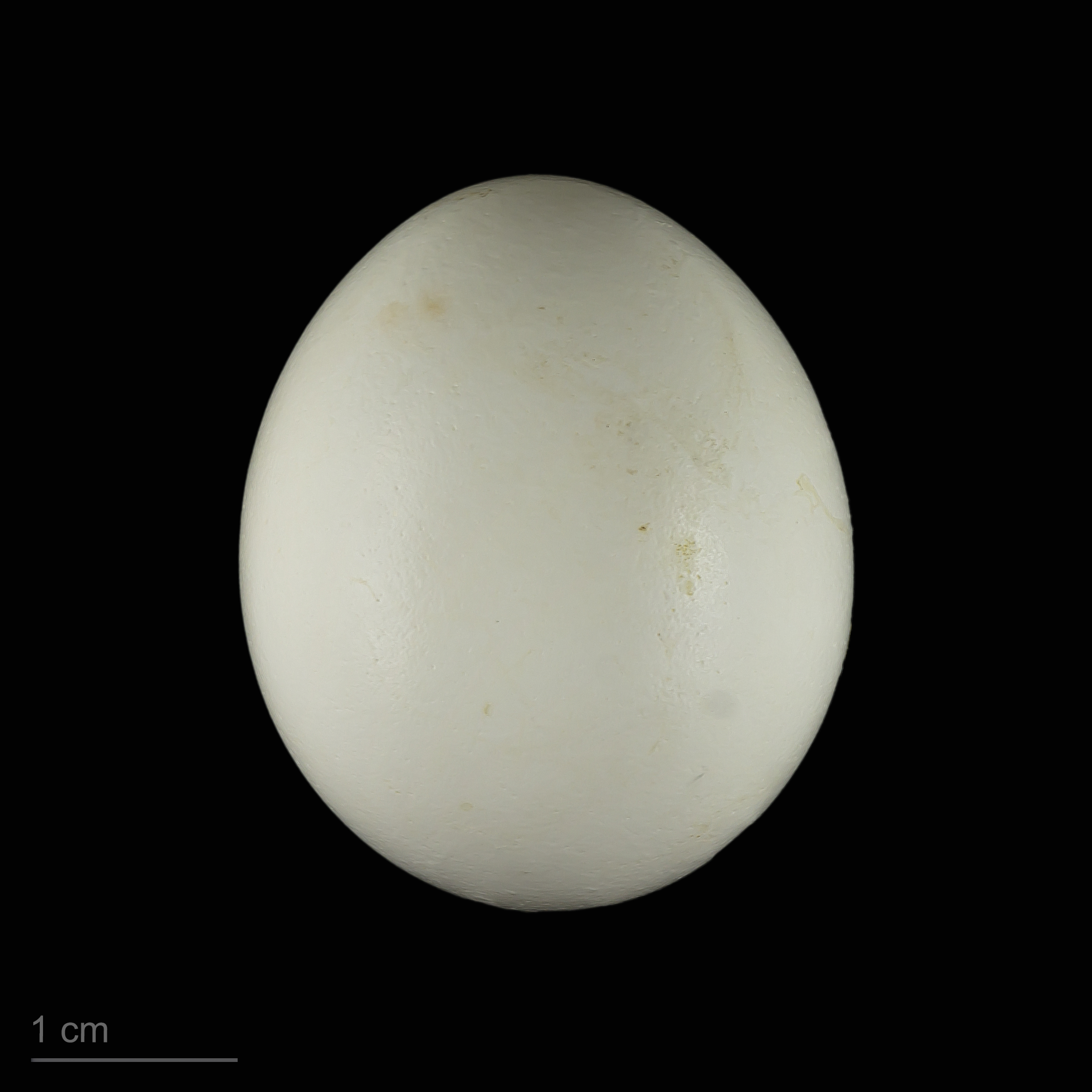
Psittacula derbiana

Psittacula derbiana là một loài chim trong họ Psittacidae.